# Данилов, Виталий Григорьевич
Вита́лий Григо́рьевич Дани́лов (21 августа 1938, Мытищи, РСФСР, СССР — 10 марта 2005, Мытищи, Россия) — игрок сборной СССР по хоккею с мячом, футболист. Заслуженный мастер спорта СССР (с 1965 года по хоккею с мячом), мастер спорта СССР (с 1968 года по футболу). В хоккее с мячом становился пятикратным чемпионом мира и шестикратным чемпионом СССР, кроме того, является лучшим защитником мира по хоккею с мячом XX столетия.

## Биография
В футбольном первенстве СССР выступал в классе «Б» за команды «Труд» (Калининград — сегодняшний Королёв) и «Динамо» из Ленинграда вместе с Геннадием Еврюжихиным. Затем Данилов и Еврюжихин были приглашены в московское «Динамо», в котором провёл 3 матча в Высшей лиге. После окончания спортивной карьеры работал тренером в хоккее с мячом. Был играющим старшим тренером с сентября 1971 по январь 1973 и тренером «Вымпела» (Калининград, МО) с 1988 по 1989, играющим старшим тренером клубной команды «Металлист» (Калининград, МО) с 1975 по 1977, «Знамени» (Воткинск) с 1977 по 1981, клубной команды «Торпедо» (Мытищи, МО) с 1981 по 1988 и в 1990/91 и 1992/93. Работал главным тренером «Родника» (Родники, Ивановская область) в сезоне 1991/92 и тренером школы «Вымпела» в сезоне 1989/90.

## Смерть
Трагически погиб 10 марта 2005 года в Мытищах Московской области. Похоронен на Невзоровском кладбище Пушкинского района Московской области.

## Награды
- орден «Знак Почёта»
- медаль «За трудовую доблесть» (30.05.1969)

## Достижения
- Чемпион мира по хоккею с мячом: (1963, 1965, 1967, 1969, 1971)
- Чемпион СССР по хоккею с мячом (1963, 1964, 1965, 1967, 1969, 1970)
- Серебряный призёр Чемпионата СССР по хоккею с мячом (1962, 1966, 1968)
- В списках «33» и «22 лучших хоккеистов СССР» — 1961—1964, 1968—1972.
- Лучший защитник страны — 1971, 1972

## Международная карьера
За сборную СССР по хоккею с мячом в период с 1963 по 1972 провёл 39 матчей.